# CONWIP
CONWIP is een krachtige methode voor werklastbeheersing en staat voor CONstant Work In Process, wat zoveel betekent als een constante hoeveelheid onderhandenwerk (OHW) in het proces. Expliciete spelregels gelden voor de hoeveelheid ‘orders’, ‘producten’ of ‘diensten’ waaraan gelijktijdig gewerkt wordt.

## Inleiding
Het doel van het gebruik van CONWIP, ofwel algemener van werklastbeheersing, is om ervoor te zorgen dat:
- De doorlooptijd van producten door een proces gereduceerd wordt.
- De variatie in doorlooptijd gereduceerd wordt
- Verstoringen eerder gesignaleerd worden, zodat ze opgelost kunnen worden

CONWIP is een alternatief voor een pull-systeem met Kanban, waarbij per processtap een onderhandenwerkafspraak is gemaakt. Het onderscheid tussen beide is dat Kanban afspraken per individuele processtap kent en CONWIP een afspraak is voor het gehele proces. Zodra een product/dienst gereed is, kan aan een nieuwe gestart worden. Doordat niet per definitie harde afspraken zijn gemaakt over de processtap-overgangen, kunnen in het proces nog wachtrijen ontstaan en daarmee deels een push-systeem.

## Aanpak
Verschillende systemen worden gebruikt voor de regulering van de CONWIP. Vergelijkbaar met de ordersignalen van het Kanban-systeem is het gebruik van orderkaarten, bij CONWIP in een expliciet gelimiteerd aantal. Deze komen telkens na orderafronding beschikbaar, zodat een nieuwe order het proces in kan. In de industrie worden als alternatief fysieke orderdragers gebruikt, zoals speciale karren, bakken, frames of mallen. In dienstenomgevingen kunnen zowel fysieke als digitale orderdragers toegepast worden, om de hoeveelheid onderhanden werk te beheersen.

## Bepaling CONWIP
Cruciaal voor de effectieve werking van CONWIP is de bepaling van een scherp, maar werkbaar niveau. Het doel van de CONWIP bepaalt hoe de niveaubepaling plaatsvindt:
- Proces blijft gelijk, met reducering van werkkapitaal: ofwel een empirische reductie van buffers tussen processtappen, dan wel een rekenkundige optimalisatie. Zie referenties Spearman of Ryan.
- Procesverbetering: Op basis van de doorlooptijd van een herontworpen proces, kan men met Littles wet [Onderhandenwerk=doorlooptijd x output] het onderhanden werk bepalen.

De absolute ondergrens voor CONWIP kan met deze zelfde Littles wet bepaald worden op basis van een theoretische kortste doorlooptijd. Deze wordt bepaald door de doorlooptijd van het bottleneckproces te vermenigvuldigen met het aantal processtappen. Op dat CONWIP-niveau zijn geen tussenvoorraden meer aanwezig en is bijna sprake van takt, met uitzondering van ontbreken van een vaste afspraak is over het overgangsmoment tussen processtappen.
Bovenstaande afbeelding laat enkele scenario's zien van verschillende CONWIP-niveaus op een voorbeeldproces. In dit proces zijn stappen met verschillende capaciteiten opgenomen. Bij een daling van de CONWIP, worden buffers kleiner en zal daarmee eerder pull ontstaan en een hogere noodzaak komen om verstoringen te elimineren.

## Voordelen
- Laag onderhanden werkniveau: voorspelbaarheid, overzicht, weinig werkkapitaalbinding;
- Eenvoudig te implementeren;
- Werklastniveau is gemakkelijk aan te passen;
- Dwingt tot verbeteren over het gehele proces;
- Bottlenecks worden visueel duidelijk dankzij het ontstaan van een wachtrij vóór bewuste processtap.

## Nadelen
- Producten of diensten kunnen elkaar nog steeds inhalen binnen het proces;
- Binnen het proces kunnen nog steeds wachtrijen ontstaan;
- Contra-intuïtief: "Mijn machine/Ik sta stil, dus de CONWIP moet omhoog".